# 農業者戸別所得補償制度
農業者戸別所得補償制度（のうぎょうしゃこべつしょとくほしょうせいど）とは、日本における農業補助金（直接支払い）の一種として、2010年にモデル対策として民主党政権によって試験導入された後、2011年本格実施された農業政策である。

2013年自公政権により農業者戸別所得補償制度は、産業政策の観点から見直しが実施された。畑作物の直接支払交付金（ゲタ）及び米・畑作物の収入減少影響緩和対策（ナラシ）を引き続き実施される一方、構造改革にそぐわないなど政策的な課題のあった米の直接支払交付金や米価変動補填交付金を廃止した経営所得安定対策制度へ内容変更された。

## 概要
ねじれ国会期の2007年10月に参議院に法案を提出し11月に可決、2008年5月に衆議院で廃案となった。2009年8月30日に行われた第45回衆議院議員総選挙で政権交代した民主党政権発足後の兼業農家や零細農家など規模や専業農家を問わず、特定作物の全農業者を対象とした。

### 民主党政権の農業政策転換
民主党政権は2003年までの政策では、「専業農家のみを対象とする「農業者戸別所得補償制度（案）」を主張していた。しかし、2004年以降は「全ての農家に10aあたり1,500円を支給する」という農業者戸別所得補償制度案へと方針転換し、政権交代後の2010年に実現させた。具体的には、2010年度にまずコメ生産者に先行適用され、減反に参加するコメ農家に対し、規模にかかわらず、「作付面積10アール当たり1,500円を一律に支給される」でものであった。また、2010年産のコメ価格が「農林水産省の設定価格」を下回った場合は、赤字分が追加で支給される。2011年度には麦や大豆などの畑作物生産者も公金支給対象に広げられた。

### 批判
小規模農家なども公金支給対象としたことで、自民党の従来の農業構造改革に逆行し批判を受けた。たとえば、2007年の農政改革でおこった「農地貸しはがし」である
。
地権者が補償金を得るためた、従来貸し出していた農地の返還を求め、国が育成する大規模農家の農地集約の阻害されたため、この再現が懸念された 。民主党政権は、戸別所得補償制度が「規模拡大や担い手の育成に資する」との立場を取る一方で、制度の運用実態はむしろ小規模農家の存続を後押しした。
また、2011年度から導入された規模拡大加算（新たに拡大した農地10アールあたり20,000円支給）は、当初は「専業農家のインセンティブ」として期待されたが、小規模農地や兼業農家も公金支給対象としたことで、逆に農地貸しはがしを更に促進させると懸念された。
これら「農地の集約化・効率的な農業経営」を目指す自民党の農業構造改革に逆行する制度設計は、「バラまき」との批判や菅直人首相が掲げた農業の持続性という制度理念と農地の集約化方針とが矛盾していると指摘されている。

### 政権交代による法案改正
当時野党であった自民党は、「支給対象を絞らなかったためにバラマキや農地集約が進まない」
との地方組織からの意見や、本政策が民主党の看板政策であり、2007年参院選で地方の小選挙区による大敗を喫した要因

であったことにより、本政策に反対する立場であった。しかし、本政策が農家から支持を得ていたため、
2012年の総選挙で自民党は、本制度を「多面的機能直接支払制度」に振り替え、拡充するという政権公約を掲げた

。
政権奪取後の2013年、自公政権は支給対象を「認定農業者」(認定農業者、認定新規就農者、集落営農)に限定した経営所得安定対策制度へ変更した。

## 補償金制度にかかる公金額
2010年度予算の概算要求では、コメのみを対象でも総額約5,600億円の予算がいると発表した。このモデル対策は、米の「生産数量目標」に即した生産を行う販売農家を対象とする「米戸別所得補償モデル事業」と、水田での麦・大豆・米粉用米・飼料用米などを生産する販売農家を対象に主食用米並みの所得を確保する水準の金額を交付する「水田利活用自給力向上事業」からなる。米の生産調整への一律参加を求めず選択制にし、後者の事業では米の生産調整に不参加の農家も対象とした。
同制度に参加するすべての稲作農家には、米価水準にかかわらず、全国一律の定額補償が10アール当たり1万5千円が支払われる。対象農家は約180万戸とされる。農林水産省は申請件数120万戸を目標としていたが、2010年6月時点での申請は、すでに130万件を突破していた。
民主党政権は2011年度にコメ以外にも畑作も対象として「農家の規模の大小を問わず、農家が規模を拡大したその年に限って増えた農地に限り10アール当たり2万円を支給する」とし、予算総額を8千億円とすると決定した。
| 年度     | 畑作             | 水田         | 水田               | 水田         |
| 年度     | 畑作物の所得補償 | 米の所得補償 | 水田活用の所得補償 | 米価変動補填 |
| -------- | ---------------- | ------------ | ------------------ | ------------ |
| 2011年度 | 2123             | 1929         | 2284               | -            |
| 2012年度 | 2123             | 2929         | 2284               | 294          |

- 「農業者戸別所得補償制度」の必要財源としては、毎年1兆4000億円が見込まれた。

### 欧米の直接支払い制度
2008年時点で直接支払いによる農業保護政策は、すでにEU諸国やアメリカで広く実施されている。フランスでは農家収入の8割、スイスの山岳部では100パーセント、アメリカの穀物農家の収入は5割前後が政府からの補助金だと主張されている。